# 六合马鞍机场
32°22′47″N 118°47′43″E / 32.3796°N 118.7954°E

南京马鞍国际机场，（nanjing ma'an international airport)，又称六合马鞍机场，位于江苏省南京市六合区马鞍街道，是一座军民合用机场，飞行区等级为4E，南京都市圈第二机场，辅助机场。

## 简介
空军南京机场（南京大校场机场）始建于1929年，随着南京市城市建设发展，机场逐渐被城市建成区包围。2003年，军地双方启动了空军南京机场迁建前期工作。2006年1月，确定了新机场场址。2009年1月，国务院、中央军委正式批复同意迁建空军南京机场。2010年6月9日，江苏省和军方联合在南京市六合区马鞍镇举行空军南京机场迁建工程奠基典礼，空军参谋长杨国海中将、南京军区空军司令员江建曾中将与中共江苏省委书记梁保华等共同启动奠基水晶球。南京市还成立了“六合新机场建设服务领导小组”，领导小组办公室设在六合区交通运输局，由局长周斌兼任领导小组办公室主任。2012年8月8日，空军南京新机场建设工程开工仪式在南京市六合区举行，南京军区空军司令员乙晓光，空军参谋长助理常丁求，南京军区空军副司令员常宝林，中共江苏省委常委、中共南京市委书记杨卫泽，江苏省人民政府副省长史和平，南京市人民政府市长季建业为工程开工剪彩。2015年7月，空军南京新机场建成运行，根据军地双方协议，新机场建成后，原机场（南京大校场机场）大部分土地将移交给南京市人民政府。2015年7月30日凌晨，南京大校场机场正式关闭。
2020年，南京市启动了马鞍机场的军民合用可行性分析。之后在2024年发布的《南京市国土空间总体规划（2021—2035年）》中计划将马鞍机场转为军民合用，作为禄口机场的辅助，并将适时启动马鞍机场民用跑道建设，开通民用航空。